# Lista języków programowania

## A
- A+
- A++
- A# .NET
- A# (Axiom)
- A-0
- ABAP
- ABC
- ABC ALGOL
- ABLE
- ABSET
- ABSYS
- ACC
- Accent
- ActFX
- Action!
- ActionScript
- Ace DASL
- ACT-III
- Ada
- ALGOL
- APL
- AppleScript
- AmigaE
- AMOS
- Arc
- Atari BASIC
- ATS
- AutoHotkey
- AutoIt
- AWK
- AMZI
- ASP.NET

## B
- B
- BACI
- Baja
- BASIC
- bc
- bcompile
- BCPL
- BeanShell
- BETA
- Bigwig
- Big Snake
- Bistro
- BitC
- BLISS
- Blitz Basic
- BlitzMax
- blitz plus
- blitz 3d
- Block And List Manipulation
- Blue
- Boo
- Bourne shell
- Bash
- Boxx
- BPEL
- Brainfuck
- BUGSYS
- BuildProfessional
- BYOND

## C
- C
- C--
- C++
- C#
- C/AL
- Caché ObjectScript
- C Shell
- Caml
- CDuce
- Ceylon
- ChucK
- Clipper
- CLU
- COBOL
- CobolScript
- Cobra
- CoffeeScript
- Adobe ColdFusion
- COMAL
- COMIT
- Common Lisp
- COMPASS
- Coq
- COWSEL
- Curl
- Curry
- Cypher
- Cython

## D
- D
- Dart
- Datalog
- dBase
- DCL
- Delphi
- Draco
- DRAKON
- Dylan

## E
- E
- Eiffel
- Elixir
- Emacs Lisp
- Emerald
- Erlang
- Euler
- Euphoria
- CMS EXEC

## F
- F
- F#
- Factor
- Forth
- Fortran
- FP

## G
- GAUSS
- Go
- GPSS
- GRAPH, SFC (PLC)

## H
- Haskell
- Haxe
- Hierarchical Music Specification Language
- Hollywood

## I
- Icon
- IEC 61131-3
- Inform
- IPL
- IDL
- InterPress

## J
- JaM
- Java
- JavaScript
- JEAN
- Jesta

## K
- Kotlin

## L
- LabVIEW
- LAD (PLC)
- Lhimk
- Limbo
- Linda
- Ljapas
- Logel
- Loglan 82
- Logo
- Lustre

## M
- MCPL
- Merkury
- Modula

## N
- NASM
- Nemerle
- NetLogo

## O
- occam
- OpenGL Shading Language
- Oxygene

## P
- Parallel Thread Execution
- Pascal
- PL/I
- Python

## Q
- Q#
- QCL
- .QL

## R
- R
- Rapira
- RPG
- RPL
- Ruby
- Rust

## S
- SAKO
- SAS 4GL
- Sawzall
- Scala
- Scratch
- Scala
- Sequential Function Chart
- Simons' BASIC
- Snobol

## T
- TTCN
- TeX

## U
- UNITY

## V
- Vala
- Visual J++
- Visual Objects

## W
- Warsaw Basic
- WebAssembly

## X
- X++

## Y
- Yorick

## Z
- ZAM-GPSS
- Zeno